# Glutamat dehidrogenază
Glutamat  dehidrogenaza (GLDH, GDH) (EC 1.4.1.2) este o enzimă din clasa dehidrogenazelor (oxidoreductaze) care catalizează reacția de dezaminare și oxidare a glutamatului la acid alfa-cetoglutaric (sub formă de alfa-cetoglutarat) și amoniac. Este prezentă atât la procariote, cât și la eucariote, aflându-se în mitocondrie. La eucariote, amoniacul produs este utilizat ca substrat în ciclul ureei. De obicei, alfa-cetoglutaratul nu este convertit la glutamat în organismul mamiferelor, deoarece echilibrul reacției catalizate de GDH favorizează producerea de amoniac și alfa-cetoglutarat. La bacterii, amoniacul este asimilat în aminoacizi prin glutamat și aminotransferaze. La plante, reacția este reversibilă, iar formarea unui compus depinde de condițiile de mediu și de stres.
Reacția chimică poate fi reprezentată: